# 도다리 - 리덕스
"도다리 - 리덕스"(Busan Flounder - Redux)는 한국에서 제작된 박준범 감독의 2011년 드라마 영화이다. 태인호 등이 주연으로 출연하였다.

## 출연

### 주연
- 태인호
- 김준영
- 김우석
- 윤가람
- 정수연

### 조연
- 송교빈
- 강혜란
- 김현
- 박동민
- 박상규

## 기타
- 프로듀서: 나경채
- 제작부장: 김유진
- 제작부: 김준용
- 제작부: 박선현
- 제작부: 박서아
- 촬영부: 최제성
- 촬영부: 남경우
- 촬영부: 변진호
- 조명: 김민재
- 조명부: 최찬
- 조명부: 이경진
- 조명부: 임희수
- 조명부: 최민혁
- 그립: 김문기
- 그립: 이정훈
- 조연출: 손기현
- 조연출: 손승웅
- 연출부: 서일성
- 연출부: 이주영
- 연출부: 김지민
- 스크립터: 하진경
- 스크립터: 김민지
- 동시녹음: 김현진
- 붐오퍼레이터: 최성훈
- 붐오퍼레이터: 조준태
- 미술: 김윤희
- 미술팀: 김혜진
- 타이틀디자인: 김주선
- 타이틀제작: 송민영
- 타이틀제작: 강현정
- 분장: 임은영
- 의상: 김미정
- 현장편집: 박준영
- 현장편집: 김승환
- 현장편집: 주혜진
- 사운드믹싱: 최원규
- 영어검수: 권희종
- 영어검수: 설훈구
- 영어검수: 최세지
- 영어검수: 크리스 타프
- 포스터: 박희정
- 디지털처리부문: 김영근
- 번역: 최영애
- 로케이션지원: 조주현
- 로케이션지원: 김종현
- 로케이션지원: 정희철
- 로케이션지원: 김인수
- 로케이션지원: 이은사
- 콘티: 박희정